# Caderno de Aimé-Adrien Taunay

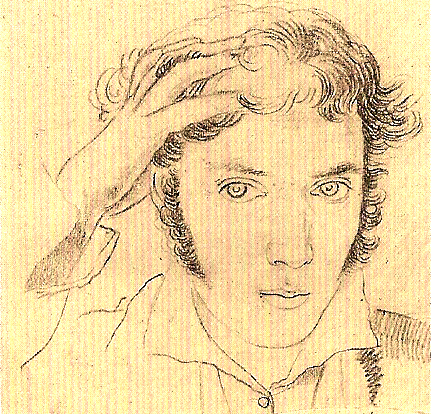
Auto-retrato de Aimé-Adrien Taunay

O caderno de Aimé-Adrien Taunay é um documento produzido pelo artista francês Aimé-Adrien Taunay (Paris, 1803 — rio Guaporé, 5 de janeiro de 1828) com anotações e desenhos sobre sua viagem pelo Rio de Janeiro. Aimé-Adrien mudou-se jovem para o Brasil. Seu trabalho principal envolveu a ilustração científica, realizada em destacadas viagens de cunho exploratório realizadas no século XIX. Aimé-Adrien era filho de Nicolas-Antoine Taunay, personalidade que participou da Missão Artística Francesa e organizou a fundação da Academia Imperial de Belas Artes, no Rio de Janeiro. 
Taunay produziu um caderno durante uma viagem nas proximidades do Rio de Janeiro, o qual, contendo relatos e desenhos, teve sua importância artística e histórica ressaltada, após receber um tratamento de restauração, o qual foi realizado por uma parceria entre o Museu Paulista da Universidade de São Paulo (USP) e o Instituto Hercule Florence (IHF).
Foi criado, pelo Instituto Hercule Florence, com o apoio do Museu Paulista e em parceria com a Universidade de São Paulo, um website destinado a divulgar o conteúdo desta viagem e o caderno de Aimé-Adrien. Neste sítio pode-se obter diversas informações textuais, e observar algumas obras realizadas durante a viagem. Esta iniciativa está de acordo com os objetivos do Instituto Hercule Florence, os quais se voltam para a divulgação e maior conhecimento sobre o Brasil do século XIX. Especialmente, o foco desta instituição é a pesquisa sobre viajantes artistas e/ou cientistas, europeus, que exploravam a relação homem-natureza no contexto tropical brasileiro. Nesta condição encontra-se Aimé-Adrien e também o próprio Hercule Florence, que dá nome ao instituto, e participou junto a Taunay da Expedição Langsdorff.

## O caderno: conteúdo e processo de restauração
O diário desta viagem, cuja riqueza se revelou após um trabalho de restauração e conservação realizado, encontra-se, desde 2004, em posse do Museu Paulista. O documento, reconhecido pelos pesquisadores internos e externos ao museu como raro, foi entregue ao Serviço de Documentação Textual e Iconografia do museu por descendentes de Afonso d’Escragnolle Taunay, que foi diretor da instituição entre 1917 e 1945.
O caderno foi recuperado fisicamente e transmitido a meios digitais, por uma parceria entre o Museu Paulista da Universidade de São Paulo (USP) e o Instituto Hercule Florence (IHF). Deste modo, ele se encontra disponível para atividades de pesquisa e difusão da cultura, assim como para participar de exposições. Escrito originalmente em francês, com alguns trechos em inglês e latim, o  conteúdo foi traduzido ao português por meio do trabalho da professora doutora Marcia Valéria Martinez de Aguiar, a qual foi auxiliada pela transcrição realizada pelo historiador Thierry Thomas.
O documento é descrito como "relato de viagem" (récit de voyage), e contém descrições de animais, plantas e pessoas. Os textos estão escritos em francês antigo, criando, já inicialmente, um enfrentamento para a compreensão. Segundo o transcritor do texto, o conteúdo manuscrito contém peculiaridades em relação à própria escrita, no que toca a sintaxe, o uso de letras minúsculas e maiúsculas, e os tempos verbais. Em relação a estes últimos, os responsáveis pela transcrição notaram que Aimé-Adrien os utilizou com bastante liberdade, o que, embora seja permitido dentro do gênero do "récit", ainda gerou algum espanto nestes profissionais. Eles relatam que o autor utiliza de modo alternado o tempo presente e os dois tipos de pretérito perfeito que há em francês, o passé composé e o passé simple. Em geral o uso destes dois tempos não ocorre dentro de um mesmo texto, visto que o passé composé é mais comum para relatar fatos corriqueiros, e por escrito se usa por exemplo na imprensa, e o passé simple em geral é usado em ocasiões escritas mais formais, como em romances.
As anotações textuais e os esboços contidos neste caderno foram realizados à lápis ou à tinta. Esta é predominantemente do tipo ferrogálica, um material que, como o nome indica, possui ferro. Há diversas receitas para a fabricação desta substância, que variam em proporções e particularidades dos elementos. Contudo, os ingredientes de base são a noz de galha, o sulfato ferroso, a goma arábica e um meio aquoso. Este "meio aquoso" serve como solvente, e poderia ser acompanhado de aditivos. Estes servem para alcançar certa cor sem a necessidade de espera de um longo tempo de preparação. A goma arábica funciona como ligante e confere fluidez à escrita, a noz de galha fornece taninos, e o sulfato ferroso é a fonte de ferro. Ao se misturar tais bases, o resultado da reação, que inclui oxidações, é um pigmento. A sua cor ou tonalidade varia com as alterações nas concentrações dessas substâncias e com os processos químicos que ocorrem durante e após a preparação da tinta. De qualquer maneira, esta possui a característica de escurecer gradativamente, após sua aplicação. É sabido que ela penetra facilmente o papel, mas não pode ser removida deste sem que essa ação deixe marcas. Por tal razão, inclusive, esta tinta foi amplamente usada quando havia a preocupação de evitar adulterações, como em documentos oficiais.
A tinta ferrogálica foi utilizada desde a Idade Média, na Europa, para desenho e escrita. No Brasil, embora o auge do uso tenha sido entre o século XIX e começo do século XX, esse material era importado de Portugal desde o período colonial. No caderno de Aimé-Adrien, os manuscritos revelaram diferentes nuances de coloração predominantemente marrom, variando entre cores intensas até tão claras que mal se consegue ler. Fora a tinta ferrogálica, alguns poucos manuscritos apresentavam a tinta azul, segundo o relatório técnico relativo ao trabalho de conservação e restauro do objeto.

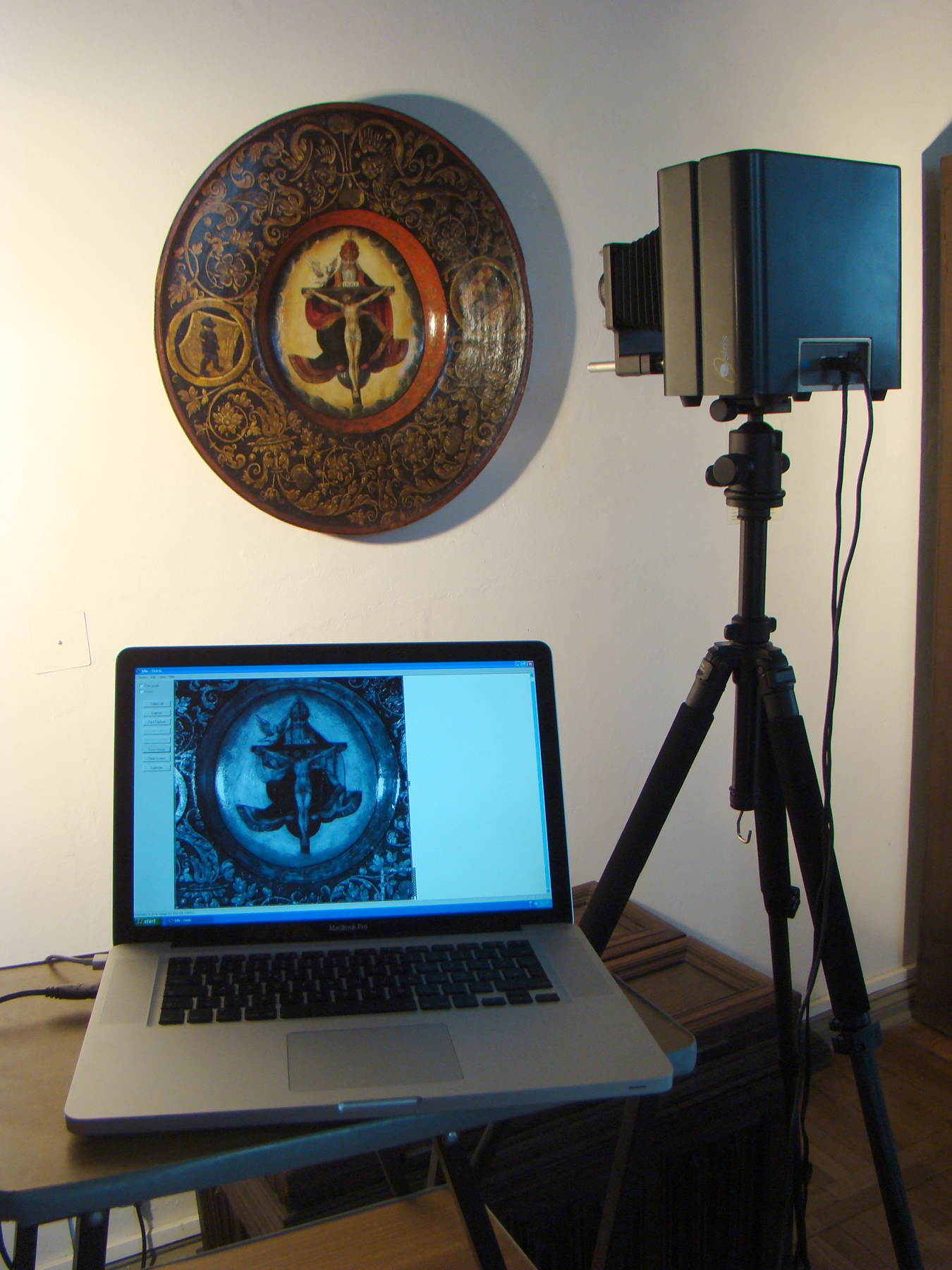
Estudo de obra de arte utilizando uma câmera com infravermelho.

O conteúdo inscrito à tinta, no caderno de Aimé-Adrien, encontra-se, por vezes, peculiarmente por cima de outro anteriormente grafado à grafite. A razão para tal reutilização do espaço, ou talvez busca de encobrir lançamentos anteriores, não foi descrita. Descobriu-se a presença destes registros à lápis não visíveis a olho nu por meio de processos de análises visuais e testes químicos, que utilizam ferramentas como a mesa de luz, lentes de aumento e lupas binoculares. Contudo, o que possibilitou a real compreensão daquilo que se encontrava por baixo de camadas de tinta foi a utilização de ferramenta e técnica mais específicas para este fim. Desse modo, foram usados equipamentos de cunho fotográfico do tipo “Osiris”, que permitem obter reflectância de infravermelho. A câmera "Osíris" foi mundialmente pioneira e é a principal especialista nesta propriedade. É usualmente utilizada não só para casos como o do caderno de Aimé-Adrien, mas também para pesquisas envolvendo a origem e história de uma pintura, e para a restauração de documentos. Com o uso do infravermelho, na faixa entre 900 e 1700 nm, e da conjunção dos fenômenos de reflexão, absorção e transmissão, pode-se enxergar itens invisíveis a olho nu, sem causar danos à obra original. No website já citado, sobre Aimé-Adrien, criado pelo Instituto Hercule Florence, com o apoio do Museu Paulista e em parceria com a Universidade de São Paulo, pode-se experimentar a visualização da diferença entre uma observação, de uma mesma página, a olho nu e usando a refletografia de infravermelho (IRR).
Além deste trabalho com esta câmera específica, o caderno recebeu também outras ações. A primeira delas foi registro fotográfico digital, em alta resolução, de toda a obra. Essa ação permitiu tanto inventariar o estado em que o documento se encontrava antes do procedimento da restauração, quanto que não fosse mais necessária a manipulação das frágeis páginas em papel. Utilizando este material, o historiador belga Thierry Thomas realizou a transcrição das partes compreensíveis do texto. Posteriormente, o próprio original recebeu ações de estabilização e restauro, as quais foram realizadas pela equipe do “Laboratório de Conservação e Restauro Edson Motta”, da Escola Theobaldo De Nigris (SENAI), localizada em São Paulo. A conservação se dirigiu tanto ao papel, e a sua encadernação, quanto à tinta.
O papel do caderno de Aimé-Adrien Taunay é marcado por características próprias do período em que foi produzido. Isso consta do início do século XIX, época em que já havia a mecanização da produção e do processo de refinamento da fibra, e que foram introduzidas as fibras de plantas arborescentes, principalmente de pinheiros e eucaliptos, para além das fibras de ervas. Tal processo, que possuía um objetivo de conseguir atender à crescente demanda internacional de papel, gerou produtos de baixa qualidade e de pouca durabilidade. A tinta, por ser do tipo ferrogálica, sofre a ação de oxidação, e afeta o papel. As folhas ficam quebradiças nos locais com maiores concentrações de tinta e é gerada a hidrólise ácida. Nessa reação, a celulose do papel é quebrada, devido ao contato com um meio ácido. Especificamente na caderneta de Aimé-Adrien, foram realizados testes utilizando fitato de cálcio e os resultados destes mostraram presença de ferro em todas as folhas e avançado grau de degradação do suporte.

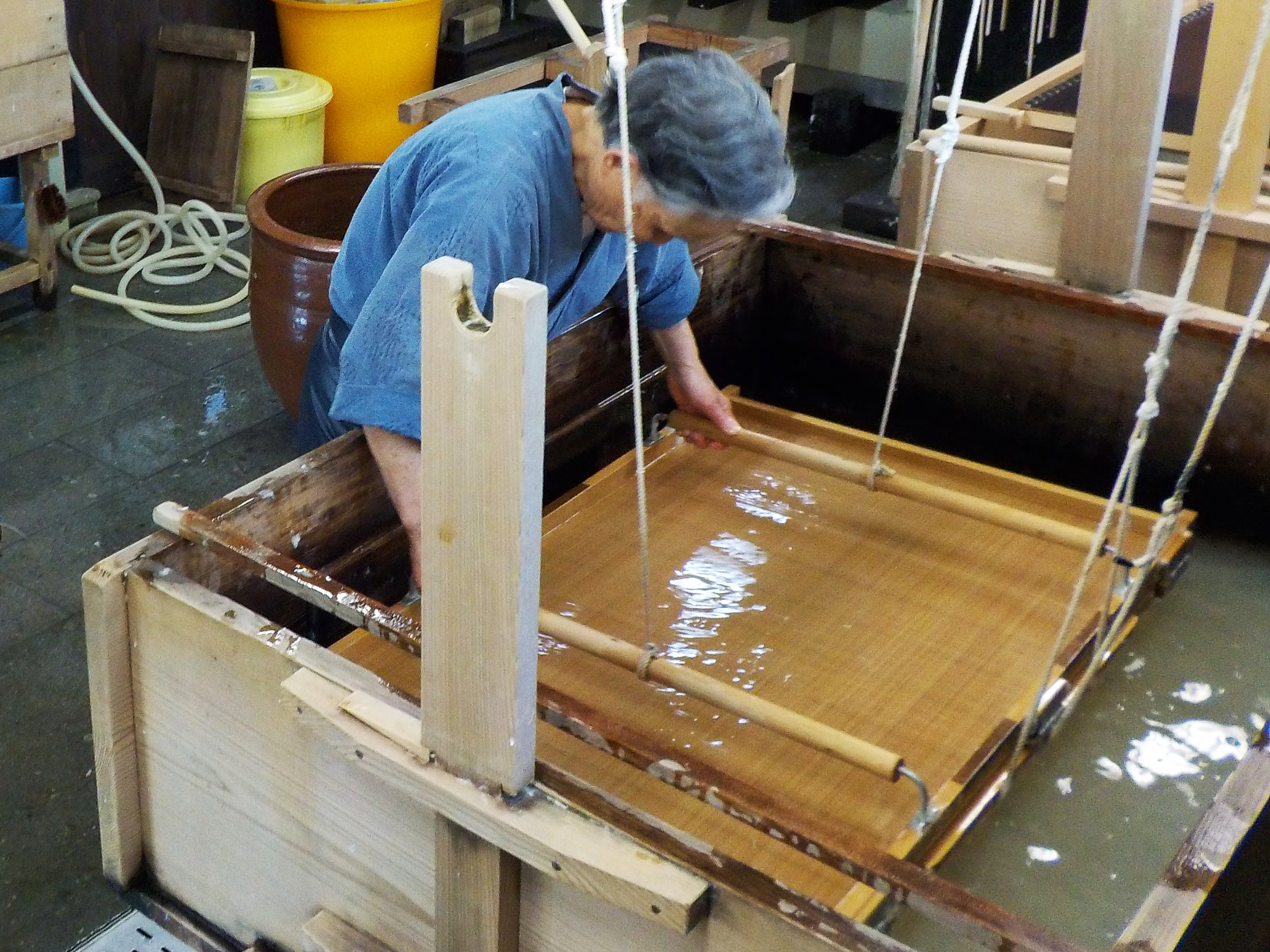
Parte do processo da fabricação do papel japonês, material utilizado para a nova capa da caderneta de Aimé-Adrien Taunay.

A questão de como lidar com esses materiais foi debatida entre as equipes do SENAI e do Museu Paulista, junto a uma consultora contratada para o projeto, a mestre Gessonia Leite de Andrade Carrasco. A decisão voltou-se à busca pela estabilização do processo de degradação já acelerada. Esse processo se deu por meio de soluções químicas devidamente preparadas para agir sobre páginas imersas em meio aquoso. Esta técnica de tratamento foi desenvolvida em um instituto holandês, especificamente pelas mãos do pesquisador Johann Neevel, em 1995. Vale notar que embora este método seja amplamente utilizado, atualmente, há outras pesquisas sendo desenvolvidas para realizar trato em meio não aquoso, visando os casos em que é necessário recuperar grandes conjuntos documentos. Em resumo, foram realizadas as seguintes etapas, ao longo da restauração da caderneta:
- Documentação técnica;
- documentação fotográfica (desmonte e mapeamento na sequência em que as folhas estavam e fichamento técnico para não perder a sequência);
- testes de abrasividade, de solubilidade das tintas;
- testes de presença de ferro (inclusive o teste não destrutivo utilizando o "espectrômetro de fluorescência de raios X");
- limpeza mecânica de todas as folhas (com trincha macia de pelo de coelho e bisturi);
- reconstituição do suporte em papel japonês e sugestão de uso de adesivo termoplástico;
- aplanamento;
- montagem e colacionamento;
- encadernação com nova costura em 100% linho; restauro da guarda; nova capa; reintegração da capa ao miolo;
- acondicionamento (caixa tipo quatro abas com papel de qualidade arquivística).[9]

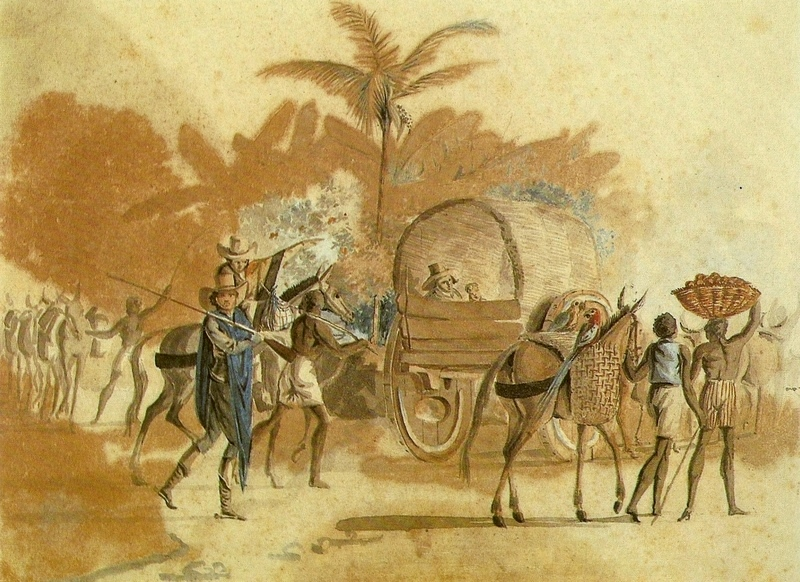
Ilustração de Aimé-Adrien retratando família brasileira em viagem

Para o posterior processo de reencadernação, foram adotados três critérios: mínima intervenção, reversibilidade e estabilidade dos materiais. O caderno encontrava-se sem capa - e não se tem a informação de como ela era - de modo que foi fabricada uma capa sem imagens, flexível, feita em papel japonês espesso. A costura para a brochura foi realizada com fio de linho, sem o uso de adesivos. Foi costurado caderno por caderno, seguindo a ordem original das páginas existentes. Não foi possível descobrir o número de folhas faltantes. O projeto para a conservação e o restauro foi elaborado no decorrer do ano de 2011, e sua finalização ocorreu em 2013.
Em relação ao conteúdo do caderno, percebeu-se que quando o tema tratado era vinculado à expedição, as notas se davam à grafite, e que quando o autor realizava apontamentos sobre outros temas, estes desenrolavam-se à tinta. Estes assuntos diversos incluem textos filosóficos, ocultistas e poéticos, assim como pensamentos próprios do autor. As parcelas explicitamente relacionadas à viagem revelam tanto questões humanas quanto naturais das regiões visitadas. Em termos naturais, nota-se que havia desenhos de paisagens (os registros se encontram invisíveis a olho nu) e observações sobre a topografia e a vida selvagem. Nestas imagens pode-se observar o contexto da Mata Atlântica, abordando particularidades de suas variantes "Ombrófila Densa", "Ombrófila Mista" e "Estacional Semidecidual". Em termos sociológicos, mostra-se a vida cotidiana dos habitantes, e ressalta-se a cultura trazida pelos recém-chegados colonos suíços na região. Esse tema é abordado inclusive a partir da experiência pessoal, ou seja, por meio do relato de casos vivenciados ou conversas travadas ou ouvidas. Pelo caderno fica evidente que Aimé-Adrien realizou contato com personalidades muito diferentes, incluindo de católicos a protestantes, de diplomatas e fazendeiros a escravos, tropeiros, caixeiros, estrangeiros, indígenas, ciganos e negros.
Revela-se, também, o modo com que se poderia viajar, nesse período. Aimé-Adrien revela o uso de mulas para trajetos em terra mais longos, como uma alternativa ao caminhar a pé, e de embarcações para a realização da travessia da baía de Guanabara, na direção centro - Praia Grande (atual Niterói). Há também atenção especial para o tema da alimentação. O autor anota em seu caderno tanto o que se planta (café, cana-de-açúcar, alfafa, arroz, banana e laranja) quanto o que se caça (pica-paus, jacutingas, perdizes, papagaios, cervos, saruês e tatus). Em relação ao que se come à mesa, há notas para o que ocorre nas casas dos colonos suíços. Ali há a adaptação de iguarias helvéticas, que então são realizadas sob a utilização das matérias-primas locais. São citados, nesse sentido, queijo fresco com farinha de milho, bolo de banana, manteiga fresca passada no pão de milho e panquecas.
Fora este padrão reconhecido, de diferenciação pelo uso de grafite ou tinta, para organizar o conteúdo, não foi encontrada outra lógica evidente para a estruturação do caderno de Aimé-Adrien. Concluiu-se que isso se deve ao fato de se tratar de uma caderneta pessoal.